# Étoile de Bessèges 2015
L'Étoile de Bessèges 2015, quarantacinquesima edizione della corsa e valida come prova del circuito UCI Europe Tour 2015 categoria 2.1, si svolse in cinque tappe dal 4 febbraio all'8 febbraio 2015, su un percorso totale di 620,1 km con partenza da Bellegarde e arrivo a Alès.
È stata vinta dal lussemburghese Bob Jungels della Trek Factory Racing, con il tempo di 15h43'21".

## Tappe
| Tappa  | Data       | Percorso                        | km    | Vincitore di tappa | Leader cl. generale |
| ------ | ---------- | ------------------------------- | ----- | ------------------ | ------------------- |
| 1ª     | 4 febbraio | Bellegarde > Beaucaire          | 154   | Kris Boeckmans     | Kris Boeckmans      |
| 2ª     | 5 febbraio | Nîmes > Les Fumades-les-Bains   | 154,5 | Roy Jans           | Kris Boeckmans      |
| 3ª     | 6 febbraio | Bessèges > Bessèges             | 152,6 | Bryan Coquard      | Edward Theuns       |
| 4ª     | 7 febbraio | L'Ardoise > Laudun              | 147,1 | Tony Gallopin      | Edward Theuns       |
| 5ª     | 8 febbraio | Alès > Alès (cron. individuale) | 11,9  | Bob Jungels        | Bob Jungels         |
| Totale | Totale     | Totale                          | 620,1 |                    |                     |

## Squadre partecipanti
| N.      | Cod. | Squadra                      |
| ------- | ---- | ---------------------------- |
| 1-8     | EUC  | Team Europcar                |
| 11-18   | FDJ  | FDJ                          |
| 21-28   | ALM  | AG2R La Mondiale             |
| 31-38   | IAM  | Trek Factory Racing          |
| 41-48   | LTS  | Lotto-Soudal                 |
| 51-58   | CJR  | Caja Rural-Seguros RGA       |
| 61-68   | COF  | Cofidis, Solutions Crédits   |
| 71-78   | CCC  | CCC Sprandi Polkowice        |
| 81-88   | COL  | Colombia                     |
| 91-98   | WBC  | Wallonie-Bruxelles           |
| 101-108 | BSE  | Bretagne-Séché Environnement |

| N.      | Cod. | Squadra                     |
| ------- | ---- | --------------------------- |
| 111-118 | WGG  | Wanty-Groupe Gobert         |
| 121-128 | AUB  | Auber 93                    |
| 131-138 | TSV  | Topsport Vlaanderen-Baloise |
| 141-148 | ROT  | Roth-Škoda                  |
| 151-158 | RLM  | Roubaix Lille Métropole     |
| 161-168 | ROO  | Roompot                     |
| 171-178 | M13  | Marseille 13 KTM            |
| 181-188 | SKT  | An Post-ChainReaction       |
| 191-198 | ADT  | Armée de Terre              |
| 201-208 | VER  | Veranclassic-Ekoï           |

## Dettagli delle tappe

### 1ª tappa
- 4 febbraio: Bellegarde > Beaucaire – 154 km

Risultati
| Pos. | Corridore      | Squadra      | Tempo    |
| ---- | -------------- | ------------ | -------- |
| 1    | Kris Boeckmans | Lotto-Soudal | 3h25'37" |
| 2    | Edward Theuns  | Topsport Vl. | s.t.     |
| 3    | Marco Coledan  | Trek         | s.t.     |

| Pos. | Corridore      | Squadra      | Tempo    |
| ---- | -------------- | ------------ | -------- |
| 1    | Kris Boeckmans | Lotto-Soudal | 3h25'27" |
| 2    | Edward Theuns  | Topsport Vl. | a 4"     |
| 3    | Marco Coledan  | Trek         | a 6"     |

### 2ª tappa
- 5 febbraio: Nîmes > Les Fumades-les-Bains – 154,5 km

Risultati
| Pos. | Corridore       | Squadra   | Tempo    |
| ---- | --------------- | --------- | -------- |
| 1    | Roy Jans        | Wanty     | 4h27'54" |
| 2    | Alexandre Blain | Marseille | s.t.     |
| 3    | Bob Jungels     | Trek      | s.t.     |

| Pos. | Corridore      | Squadra      | Tempo    |
| ---- | -------------- | ------------ | -------- |
| 1    | Kris Boeckmans | Lotto-Soudal | 7h53'21" |
| 2    | Edward Theuns  | Topsport Vl. | a 4"     |
| 3    | Marco Coledan  | Trek         | a 6"     |

### 3ª tappa
- 6 febbraio: Bessèges > Bessèges – 152,6 km

Risultati
| Pos. | Corridore       | Squadra      | Tempo    |
| ---- | --------------- | ------------ | -------- |
| 1    | Bryan Coquard   | Europcar     | 3h48'06" |
| 2    | Giacomo Nizzolo | Trek         | s.t.     |
| 3    | Edward Theuns   | Topsport Vl. | s.t.     |

| Pos. | Corridore      | Squadra      | Tempo     |
| ---- | -------------- | ------------ | --------- |
| 1    | Edward Theuns  | Topsport Vl. | 11h41'24" |
| 2    | Kris Boeckmans | Lotto-Soudal | a 3"      |
| 3    | Marco Coledan  | Trek         | a 9"      |

### 4ª tappa
- 7 febbraio: L'Ardoise > Laudun – 147,1 km

Risultati
| Pos. | Corridore          | Squadra      | Tempo    |
| ---- | ------------------ | ------------ | -------- |
| 1    | Tony Gallopin      | Lotto-Soudal | 3h43'51" |
| 2    | Christophe Laporte | Cofidis      | s.t.     |
| 3    | Edward Theuns      | Topsport Vl. | s.t.     |

| Pos. | Corridore      | Squadra      | Tempo     |
| ---- | -------------- | ------------ | --------- |
| 1    | Edward Theuns  | Topsport Vl. | 15h25'11" |
| 2    | Kris Boeckmans | Lotto-Soudal | a 7"      |
| 3    | Marco Coledan  | Trek         | a 13"     |

### 5ª tappa
- 7 febbraio: Alès > Alès – cronometro individuale – 11,9 km

Risultati
| Pos. | Corridore     | Squadra      | Tempo  |
| ---- | ------------- | ------------ | ------ |
| 1    | Bob Jungels   | Trek         | 17'40" |
| 2    | Tony Gallopin | Lotto-Soudal | a 19"  |
| 3    | Fabio Felline | Trek         | a 20"  |

| Pos. | Corridore      | Squadra      | Tempo     |
| ---- | -------------- | ------------ | --------- |
| 1    | Bob Jungels    | Trek         | 15h43'21" |
| 2    | Tony Gallopin  | Lotto-Soudal | a 9"      |
| 3    | Kris Boeckmans | Lotto-Soudal | a 10"     |

## Evoluzione delle classifiche
| Tappa              | Vincitore          | Classifica generale Maglia corallo | Classifica a punti Maglia gialla | Classifica degli scalatori Maglia blu | Classifica dei giovani Maglia bianca | Classifica a squadre |
| ------------------ | ------------------ | ---------------------------------- | -------------------------------- | ------------------------------------- | ------------------------------------ | -------------------- |
| 1ª                 | Kris Boeckmans     | Kris Boeckmans                     | Kris Boeckmans                   | Julien Loubet                         | Alexis Gougeard                      | Lotto-Soudal         |
| 2ª                 | Roy Jans           | Kris Boeckmans                     | Marco Coledan                    | Julien Loubet                         | Alexis Gougeard                      | Lotto-Soudal         |
| 3ª                 | Bryan Coquard      | Edward Theuns                      | Edward Theuns                    | Julien Loubet                         | Alexis Gougeard                      | Lotto-Soudal         |
| 4ª                 | Tony Gallopin      | Edward Theuns                      | Edward Theuns                    | Julien Loubet                         | Alexis Gougeard                      | Lotto-Soudal         |
| 5ª                 | Bob Jungels        | Bob Jungels                        | Edward Theuns                    | Julien Loubet                         | Alexis Gougeard                      | Trek Factory Racing  |
| Classifiche finali | Classifiche finali | Bob Jungels                        | Edward Theuns                    | Julien Loubet                         | Alexis Gougeard                      | Trek Factory Racing  |

## Classifiche finali

### Classifica generale - Maglia corallo
| Pos. | Corridore       | Squadra      | Tempo     |
| ---- | --------------- | ------------ | --------- |
| 1    | Bob Jungels     | Trek         | 15h43'21" |
| 2    | Tony Gallopin   | Lotto-Soudal | a 9"      |
| 3    | Kris Boeckmans  | Lotto-Soudal | a 10"     |
| 4    | Alexis Gougeard | AG2R La M.   | a 17"     |
| 5    | Edward Theuns   | Topsport Vl. | a 20"     |
| 6    | Cyril Gautier   | Europcar     | a 22"     |
| 7    | Pierre Latour   | AG2R La M.   | a 30"     |
| 8    | Maxime Monfort  | Lotto-Soudal | a 31"     |
| 9    | Eliot Lietaer   | Topsport Vl. | a 31"     |
| 10   | Pim Ligthart    | Lotto-Soudal | a 35"     |

### Classifica a punti - Maglia gialla
| Pos. | Corridore           | Squadra      | Punti |
| ---- | ------------------- | ------------ | ----- |
| 1    | Edward Theuns       | Topsport Vl. | 65    |
| 2    | Roy Jans            | Wanty        | 42    |
| 3    | Tony Gallopin       | Lotto Soudal | 33    |
| 4    | Bryan Coquard       | Europcar     | 31    |
| 5    | Baptiste Planckaert | Roubaix L.   | 30    |

### Classifica scalatori - Maglia blu
| Pos. | Corridore           | Squadra   | Punti |
| ---- | ------------------- | --------- | ----- |
| 1    | Julien Loubet       | Marseille | 28    |
| 2    | Brice Feillu        | Bretagne  | 10    |
| 3    | Flavien Dassonville | Auber 93  | 10    |
| 4    | Xandro Meurisse     | An Post   | 10    |
| 5    | Yoann Paillot       | Marseille | 8     |

### Classifica dei giovani - Maglia bianca
| Pos. | Corridore           | Squadra    | Punti     |
| ---- | ------------------- | ---------- | --------- |
| 1    | Alexis Gougeard     | AG2R La M. | 14h43'38" |
| 2    | Pierre-Roger Latour | AG2R La M. | a 13"     |
| 3    | Antoine Warnier     | Wallonie   | a 37"     |
| 4    | Miguel Angel Diez   | Caja Rural | a 1'19"   |
| 5    | Anthony Turgis      | Cofidis    | a 1'22"   |

### Classifica a squadre
| Pos. | Squadra             | Tempo     |
| ---- | ------------------- | --------- |
| 1    | Trek Factory Racing | 47h10'39" |
| 2    | Lotto Soudal        | a 4"      |
| 3    | AG2R La Mondiale    | a 50"     |
| 4    | Team Europcar       | a 1'50"   |
| 5    | FDJ                 | a 1'51"   |